# Childress (Texas)
Childress es una ciudad ubicada en el condado de Childress en el estado estadounidense de Texas. En el Censo de 2010 tenía una población de 6.105 habitantes y una densidad poblacional de 283,52 personas por km².

## Geografía
Childress se encuentra ubicada en las coordenadas 34°26′8″N 100°16′57″O / 34.43556, -100.28250. Según la Oficina del Censo de los Estados Unidos, Childress tiene una superficie total de 21.53 km², de la cual 21.39 km² corresponden a tierra firme y (0.65%) 0.14 km² es agua.

## Demografía
Según el censo de 2010, había 6.105 personas residiendo en Childress. La densidad de población era de 283,52 hab./km². De los 6.105 habitantes, Childress estaba compuesto por el 80.05% blancos, el 11.35% eran afroamericanos, el 0.48% eran amerindios, el 0.8% eran asiáticos, el 0.03% eran isleños del Pacífico, el 5.86% eran de otras razas y el 1.43% pertenecían a dos o más razas. Del total de la población el 29.84% eran hispanos o latinos de cualquier raza.